# アミーヌ・アリ
- アミヌ・アーリット

アミーヌ・アリ（アラビア語: أمين حاريث, ラテン文字転写: Amine Harit, 1997年6月18日 - ）は、フランス・ポントワーズ出身のプロサッカー選手。モロッコ代表。オリンピック・マルセイユ所属。ポジションはミッドフィールダー。

## 経歴

### クラブ
幼少期はパリ・サンジェルマンやレッドスターなど、パリのクラブに所属していた。2012年にナントのアカデミーに入団し、2015-16シーズンはリザーブチームで過ごした。2016年8月13日、ディジョン戦で、リーグ・アンで初めてスタメン出場を果たした。

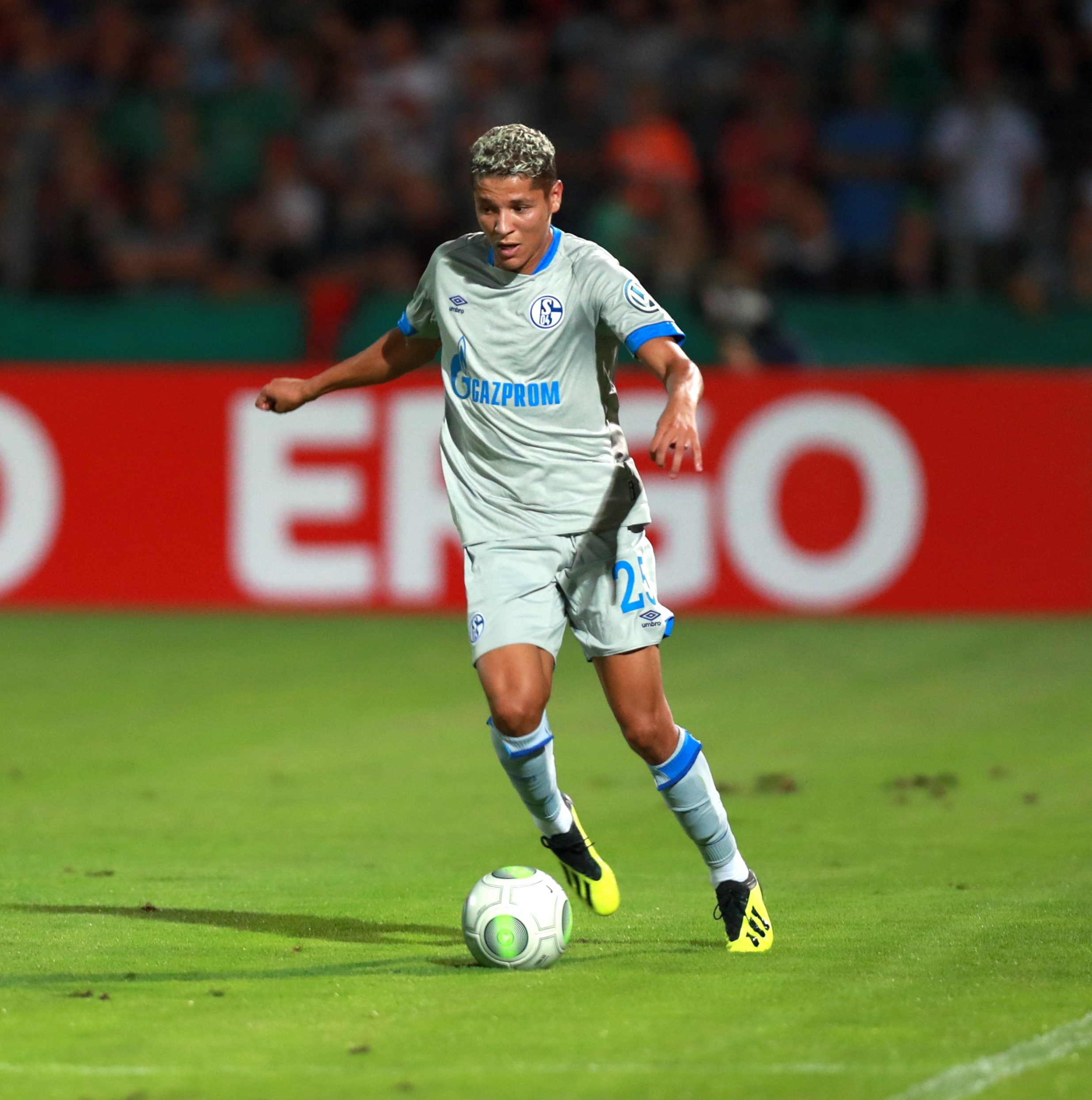
シャルケでのアリ（2018年）

2017年7月10日、シャルケと4年契約を結んだことが発表された。11月25日に行われたボルシア・ドルトムントとのルールダービーでは、前半のうちに4失点を喫すも、シャルケは後半に4得点を奪い返して4-4の引き分けで終えた。アリはそのうち2点目を得点した。
2021年9月2日、オリンピック・マルセイユに1年間のレンタル移籍で加入することが発表された。
2022-23シーズンは再びマルセイユにレンタルされ、シーズン途中で買取オプションが行使された。しかし、完全移籍後初の試合となるモナコ戦で左膝十字じん帯捻挫の重傷を負い、長期離脱を強いられると共に直前に迫っていた自身2度目のW杯を逃すこととなった。

### 代表
フランス代表としてU-20代表でプレーし、ドイツで開催されたUEFA U-19欧州選手権2016で優勝に貢献。イタリアに4-0で快勝した決勝では、ジャン＝ケビン・オーギュスタンの先制ゴールをアシストした。
しかし、フル代表は2017年からモロッコ代表でプレーしている。

## 人物
- 2018年6月下旬、母国モロッコで歩行者一人が犠牲となった交通事故に一部関与したとして、アリは過失致死罪で起訴され有罪となり、罰金900ドルと執行猶予4か月が言い渡された[7]。

## 個人成績

### クラブ
| クラブ            | シーズン       | リーグ戦       | リーグ戦 | リーグ戦 | カップ戦 | カップ戦 | 国際大会 | 国際大会 | その他 | その他 | 通算 | 通算 |
| クラブ            | シーズン       | ディビジョン   | 出場     | 得点     | 出場     | 得点     | 出場     | 得点     | 出場   | 得点   | 出場 | 得点 |
| ----------------- | -------------- | -------------- | -------- | -------- | -------- | -------- | -------- | -------- | ------ | ------ | ---- | ---- |
| ナント            | 2016-17        | リーグ・アン   | 30       | 1        | 1        | 0        | -        | -        | 3      | 0      | 34   | 1    |
| シャルケ          | 2017-18        | ブンデスリーガ | 31       | 3        | 4        | 0        | -        | -        | -      | -      | 35   | 3    |
| シャルケ          | 2018-19        | ブンデスリーガ | 18       | 1        | 2        | 0        | 5        | 0        | -      | -      | 25   | 1    |
| シャルケ          | 2019-20        | ブンデスリーガ | 25       | 6        | 3        | 1        | -        | -        | -      | -      | 28   | 7    |
| シャルケ          | 2020-21        | ブンデスリーガ | 28       | 2        | 3        | 0        | -        | -        | -      | -      | 31   | 2    |
| シャルケ          | クラブ通算     | クラブ通算     | 102      | 12       | 12       | 1        | 5        | 0        | -      | -      | 119  | 13   |
| マルセイユ (loan) | 2021-22        | リーグ・アン   | 23       | 4        | 2        | 1        | 9        | 0        | -      | -      | 34   | 5    |
| マルセイユ (loan) | 2022-23        | リーグ・アン   | 10       | 0        | 0        | 0        | 6        | 1        | -      | -      | 16   | 1    |
| マルセイユ        | 2023-24        | リーグ・アン   |          |          |          |          |          |          | -      | -      |      |      |
| マルセイユ        | クラブ通算     | クラブ通算     | 33       | 4        | 2        | 1        | 15       | 1        | -      | -      | 50   | 6    |
| キャリア総通算    | キャリア総通算 | キャリア総通算 | 165      | 17       | 15       | 2        | 20       | 1        | 3      | 0      | 203  | 20   |

1. ↑  クープ・ドゥ・ラ・リーグ
2. 1 2  UEFAチャンピオンズリーグ
3. ↑  UEFAヨーロッパリーグに3試合出場し、UEFAヨーロッパカンファレンスリーグに6試合出場

### 代表
| モロッコ代表 | 国際Aマッチ | 国際Aマッチ |
| 年           | 出場        | 得点        |
| ------------ | ----------- | ----------- |
| 2017         | 2           | 0           |
| 2018         | 5           | 0           |
| 2019         | 3           | 0           |
| 2020         | 1           | 0           |
| 2022         | 5           | 0           |
| 2023         | 4           | 1           |
| 2024         | 4           | 0           |
| 通算         | 24          | 1           |

## タイトル

### 代表
U-19フランス代表
- UEFA U-19欧州選手権（2016）

### 個人
- UEFA U-19欧州選手権チーム・オブ・トーナメント（2016）
- ブンデスリーガ年間最優秀若手選手（2017-2018）
- モロッコ年間最優秀若手選手（2018）
- ブンデスリーガ月間最優秀選手（2019年9月）